# Patrick Steve Martin
Patrick Steve Martin (* 2. August 1986 in Singen (Hohentwiel)) ist ein deutscher Profi-Skater und Unternehmer. Er wurde für seine Teilnahmen bei den X Games bekannt.

## Leben
Patrick wurde in Singen (Hohentwiel) als Jüngstes von drei Kindern geboren. Nachdem er seine Schullaufbahn in Stockach beendet hatte, trat Patrick bereits mehrmals bei den X_Games auf und wurde der bis dato jüngste Teilnehmer. Nach kleineren Erfolgen beendete Patrick im Jahr 2004 seine Karriere. 2008 gründete er mehrere kleine Unternehmen im Bereich Videospiele.
Regional ist er verstärkt beteiligt beim Bau neuer Skaterbahnen.

## Erfolge
- 2001 Platz 12 (Vert) X Games
- 2002 Platz 9 (Vert) X Games
- 2003 Platz 4 (Street) Gatorade Masters

## Sponsoren
- (2002-2004) Roces